# Elijah Ary
Pour les articles homonymes, voir Ary.
Tulkou
Geshe Jatse
Elijah Ary, aussi appelé Tenzin Sherab（བསྟན་འཛིན་ཤེས་རབ་丹津喜饶 ), né le 17 juin 1972 à Vancouver, est un tulkou, tibétologue Gestalt-thérapeute et écrivain canadien. Vivant en France, il parle parfaitement l'anglais, le français et le tibétain.

## Biographie
Elijah Ary est né en 1972 à Vancouver d'un père juif et d'une mère protestante fraîchement convertis au bouddhisme. Il a été reconnu par le 14e dalaï-lama et Khensur Pema Gyaltsen Rinpoché, abbé de Drépung, ainsi que Thubten Yeshe comme la réincarnation d'un Lama tibétain érudit Geshe Jatse,. À l'âge de 4 ans, ses rêves sont identifiés à des souvenirs d'une vie antérieure. À l'âge de 8 ans, il est reconnu comme le tulkou d'un moine de Séra par le 14e dalaï-lama qui lui donne le nom de Tenzin Sherab. Bien plus tard, il passe six ans de formation spirituelle au monastère de Séra rétabli en Inde. Il effectue ensuite un parcours universitaire et obtient un doctorat à l'université Harvard en 2007 après avoir soutenu sa thèse intitulée Logic, Lives, and Lineage: Jetsun Chökyi Gyaltsen’s Ascension and the Secret Biography of Khedrup Geleg Pelzang (Khedrup Je). La même année, il participe au premier Séminaire international des jeunes tibétologues.
Anciennement chargé de cours dans plusieurs institutions en France où il enseignait le fait religieux, les religions comparées, le bouddhisme et l’histoire du bouddhisme tibétain, aujourd'hui Elijah Ary pratique et enseigne la Gestalt Thérapie à l'Ecole Humaniste de Gestalt. Il enseigne également des ateliers de méditation dans le centre de Paris.

## Publications
- (en) Elevating Tsongkhapa's disciples : Khedrup Jey and the Jey Yabsey Sum, in Contemporary visions in Tibetan studies : proceedings of the First International Seminar of Young Tibetologists, Brandon Dotson, Chicago : Serindia Publications, 2009,  (ISBN 9781932476453 et 1932476458)
- (en) The Westernization of Tulkus in Little Buddhas: Children and Childhoods in Buddhist Texts and Traditions, Vanessa R. Sasson, 2013  (ISBN 0199945616)
- (en) Bridging East and West in Blue Jean Buddha: Voices of Young Buddhists Sumi Loundon Kim, 2013  (ISBN 0861718003)
- Tulkou. Autobiographie d'un lama réincarné en Occident avec Éric Vinson, préface du 14e dalaï-lama, Philippe Rey  (ISBN 2848767065 et 9782848767062)

## Documents sonores et audiovisuels

### Documentaire
- Mémoires d'une autre vie, réalisé par Marcel Poulin, 52 min, Thukkar Productions, Montréal, 1994.

### À la télévision
- The Unexplained (en), 1998
- « Biographie d’un tulkou occidental » (première partie). Émission « Sagesses bouddhistes » du 12 mai 2019 sur France 2 [10]
- «  Qu’est-ce qu’un tulkou ou maître réincarné dans le bouddhisme tibétain  » (2e partie). Émission « Sagesses bouddhistes » du 19 mai 2019 sur France 2[11]